# Personal Best (película)
Personal Best, conocida en castellano con los títulos de La mejor marca (en España) o Su mejor esfuerzo (en Hispanoamérica), es una película dramática estadounidense de temática LGBT del año 1982 dirigida, escrita y producida por Robert Towne (la cual significó su debut como director), e interpretada por Mariel Hemingway, Scott Glenn y Patrice Donnelly, que gira en torno a un triángulo amoroso.

## Argumento
Chris y Tory son dos jóvenes atletas que se conocen en un entrenamiento en 1976 y rápidamente comienzan a hacer amistad pero, mientras se preparan para las Olimpiadas de 1980, Chris comienza a sentir atracción hacia su compañera de equipo (el cual es correspondido por ésta) y termina debatiéndose entre sus sentimientos y su homófobo entrenador Terry Tingloff, así como también el hecho de que Chris luego comienza a interesarse románticamente por Denny, un nadador.

## Reparto
- Mariel Hemingway ... Chris Cahill
- Scott Glenn ... Terry Tingloff
- Patrice Donnelly ... Tory Skinner
- Kenny Moore ... Denny Stites
- Jim Moody ... Roscoe Travis
- Kari Gosswiller ... Penny Brill
- Evelyn Ashford ... Ella misma
- Jodi Anderson ... Nadia "Pooch" Anderson
- Maren Seidler	... Tanya
- Martha Watson	... Sheila
- Emily Dole ... Maureen
- Pam Spencer ... Jan
- Deby LaPlante ... Trish
- Mitzi McMillin ... Laura
- Jan Glotzer ... Karen
- Jan van Reenen ... Yelovitch
- Allan Feuerbach ... Zenk
- Jane Frederick ... Fern Wadkins
- Cindy Gilbert ... Charlene Benveniste
- Marlene Harmon ... Pam Burnside
- Linda Waltman ... Debbie Floyd
- Cindy Banks ... Kim Stone
- Larry Pennell ... Rick Cahill
- Luana Anders ... Rita Cahill
- George De La Pena ... Raoul
- Robert Patten ... Colin Sales
- Margaret Ellison ... Nellie Bowdeen
- Milan Tiff ... Willie Lee
- Earl Bell ... Randy Van Zile
- Frank Shorter ... Él mismo
- Janet Hake ... Camarera
- Sharon Brazell ... Anfitriona
- Jim Tracy ... Duane
- Susan Brownell ... Miembro del equipo femenino de atletismo
- Desiree Gauthier ... Miembro del equipo femenino de atletismo
- Sharon Hatfield ... Miembro del equipo femenino de atletismo
- Linda Hightower ... Miembro del equipo femenino de atletismo
- Joan Russell ... Miembro del equipo femenino de atletismo
- Themis Zambrzycki ... Miembro del equipo femenino de atletismo
- Clim Jackson ... Miembro del equipo masculino de atletismo
- John Smith ... Miembro del equipo masculino de atletismo
- Chuck DeBus ... Entrenador
- Robert Horn ... Entrenador de Water Polo
- Charlie Jones ... Conductor de Televisión
- Gregory Clayton ... Entrenador
- David Edington ... Camarero
- Wendell Ray
- Len Dawson
- Dr. Leroy R. Perry Jr. ... Quiropráctico
- Richard Martini
- Rick Dodele ... Público en el estadio (no aparece en los créditos)
- John Kopack ... Público en el estadio (no aparece en los créditos)
- Andrew Traister	... Oficial olímpico (no aparece en los créditos)
- Jim Vitti ... Público en el estadio (no aparece en los créditos)
- Dave Wong ... Público en el estadio (no aparece en los créditos)